# Patricia Engel
Patricia Engel (...) è una scrittrice statunitense d'origine colombiana.

## Biografia
Nata da genitori colombiani e cresciuta nel New Jersey, vive e lavora a Miami.
Dopo la laurea in Francese e Storia dell'Arte all'Università di New York ha conseguito un Master of Fine Arts in scrittura creativa alla Florida International University.
Nel 2010 ha esordito nella narrativa con la raccolta di racconti Vida e in seguito ha pubblicato 3 romanzi, l'ultimo dei quali Paese infinito, uscito nel 2021, è stato il primo ad essere tradotto in italiano.
Professoressa associata all'Università di Miami, suoi racconti sono apparsi in varie riviste quali The Best American Short Stories e The O. Henry Prize Stories.

## Opere

### Romanzi
- It's Not Love, It's Just Paris (2013)
- The Veins of the Ocean (2016)
- Paese infinito (Infinite Country, 2021), Roma, Fazi, 2022 traduzione di Enrica Budetta ISBN 9791259671431.

### Raccolte di racconti
- Vida (2010)
- The Faraway World (2023)

## Premi e riconoscimenti

### Vincitrice
Premio Biblioteca de Narrativa Colombiana
- 2016 con Vida[7]

Dayton Literary Peace Prize
- 2017 nella categoria "Narrativa" con The Veins of the Ocean[8]

Guggenheim Fellowship
- 2019[9]

New American Voices Award
- 2021 con Paese infinito[10]

Premio Dos Passos
- 2023 alla carriera[11]